# Armindo Pintos Crespo
Armindo Pintos Crespo   (O Porriño, 6 de febrer de 1940 - Vigo, 1 de setembre de 2020), també escrit Hermindo, fou un futbolista gallec de la dècada de 1960.

## Trajectòria
Jugava a la posició d'extrem dret. Començà la seva carrera al Zeltia Deportivo de la seva ciutat natal O Porriño. Destacà al Celta de Vigo, on ingressà a inicis de l'any 1959 i on hi jugà durant vuit temporades, la 1958-59 a primera divisió i la resta a Segona. En total jugà 178 partits oficials al club. La temporada 1966-67 tornà a Primera amb el RCD Espanyol, però només jugà un partit de lliga. Acabà la seva carrera a la Gimnástica de Torrelavega a Segona.